# Salaire minimum
Ne doit pas être confondu avec Revenu de base, Revenu minimum ou Capital universel.
Le salaire minimum, ou salaire minimal, est la rémunération minimale qu'un employeur peut légalement accorder à un employé pour un travail.
Des abattements au salaire minimal sont parfois prévus par des dispositifs législatifs ou réglementaires.

## Terminologie
« Minimal » est l'adjectif qualifiant ce qui constitue un minimum. L'expression « salaire minimum » est critiquée par certains linguistes[Qui ?] selon lesquels elle présente le défaut de juxtaposer deux substantifs (le salaire et le minimum) sur le modèle anglophone. Les formulations correctes seraient ici « minimum de salaire », « minimum salarial » ou « salaire minimal »[réf. nécessaire].

## But et histoire
Le salaire minimal ou « salaire minimum » vise à garantir un niveau de revenu aux employés et ouvriers. Pour ses partisans, il maintient une « concurrence loyale » aussi bien entre employés (dans leur participation au travail) qu'entre employeurs (éviter le « dumping social »). Il participe à la cohésion sociale d'un pays et à la redistribution des revenus. Même si le principe du salaire minimum est admis dans une majorité de philosophies, la fixation de son niveau fait l'objet de fortes dissensions en leur sein.
Pour les économistes libéraux, le salaire minimal correspond à une interdiction de travailler pour les employés dont le travail ne permet pas de produire cette valeur, et est la source principale de chômage dans les pays développés,,. Ces économistes estiment que le coût du salaire minimum (à différencier du revenu final) doit être fixé de manière à n'obtenir qu'un chômage de transition (appelé aussi chômage frictionnel). Ils pensent qu'un coût de salaire minimum élevé est une injustice que subissent les chômeurs. Ils estiment que les salaires définis librement en période de plein-emploi correspondent à la valeur du travail des employés et que, si l'on souhaite opérer une redistribution des revenus ou établir un revenu minimum des travailleurs élevé, il vaut mieux le permettre via un rééquilibrage des impôts et des charges imposées aux plus aisés. Ils estiment que cela crée moins d'injustices et d'exclusions qu'un salaire minimum élevé. Pour assurer un fonctionnement socialement optimal, les salaires doivent être proportionnels à la productivité des employés. Pour les économistes libéraux, le salaire minimum serait un puissant frein à l’embauche, notamment Maurice Allais, Gary Becker, James M. Buchanan, Milton Friedman, Friedrich Hayek, Paul Krugman, Edmund Phelps, Paul Samuelson, George J. Stigler, Joseph Eugene Stiglitz, James Tobin…
Pour les économistes marxistes, le salaire minimal limite l'exploitation ouvrière. En effet, le salaire minimal empêche les forces du marché de fixer les salaires à leur niveau de subsistance, c'est-à-dire un niveau qui permet simplement la reproduction de la force de travail.
en 1938, pendant la Grande Dépression, Léon Trotski écrivait : « Sous peine de se vouer lui-même à la dégénérescence, le prolétariat ne peut tolérer la transformation d'une partie croissante des ouvriers en chômeurs chroniques, en miséreux vivant des miettes d'une société en décomposition. Le droit au travail est le seul droit sérieux que l'ouvrier ait dans une société fondée sur l'exploitation. […] Le salaire, avec un minimum strictement assuré, suit le mouvement des prix. Aucun autre programme ne peut être accepté pour l'actuelle période de catastrophes. » 
Pour les marxistes, le minimum salarial est un instrument de justice sociale. Il permet de rémunérer les salariés les moins qualifiés à un « juste niveau » qui assure une subsistance correcte et de rééquilibrer le rapport de force entre patronat et syndicats salariés en faveur de ces derniers. C'est un instrument de pilotage économique d'un pays puisqu'il limite les déséquilibres du marché.
Cependant, le salaire minimal ne permet de suivre le mouvement des prix que pour les salaires les plus bas. Une échelle mobile des salaires permet que tous les salaires suivent l'augmentation des prix.

## En Europe
Le salaire minimal, quand il relève d'une loi comme en France, est d'ordre public. Il s'impose aux salaires minimaux prévus par les conventions collectives quand celles-ci prévoient une rémunération horaire inférieure pour les salariés.
Dans l'Union européenne, 22 des 28 États ont un salaire minimum. Les six pays de l'UE qui n'ont pas de salaire minimum sont l'Autriche, Chypre, le Danemark, la Finlande, l'Italie et la Suède. Ces pays et des pays européens non affiliés à l'UE comme la Norvège et la Suisse laissent le salaire minimum à verser à la discrétion de l'employeur et/ou des syndicats. Dans ce cas, ce sont les salaires minimum négociés entre partenaires sociaux aux niveaux des branches professionnelles qui s'appliquent. Il existe donc autant de salaires minimum que de branches professionnelles, ce qui donne une certaine souplesse à l'économie. Lorsqu'ils ne sont pas étendus par un arrêté ministériel, les accords de branches ne s'appliquent que dans les entreprises membres d'un syndicat professionnel ayant signé l'accord. En défaut de l'extension de la convention collective celle-ci n'oblige le patron qu'envers les salariés membre d'un syndicat signataire. Mais le principe de l'égalité de traitement mène en effet à un rajustement des salaires dans l'entreprise signataire.
Le minimum salarial peut être vu comme une prohibition (l'interdiction de travailler à un salaire inférieur), avec toutes les conséquences de restrictions libertaires et de travail dissimulé. Il est aussi considéré comme un réducteur d'inégalités de revenu.
Inversement, en septembre 2020, dans son discours sur l’état de l’Union, Ursula von der Leyen considère que « Le dumping salarial détruit la dignité du travail, pénalise l’entrepreneur qui paie des salaires décents et fausse la concurrence loyale sur le marché unique ».
Le proposition de directive du Parlement européen et du conseil relative à des salaires minimaux adéquats dans l’Union européenne considère à la fois le « salaire minimal » — la rémunération minimale qu’un employeur est tenu de verser aux travailleurs pour le travail accompli au cours d’une période donnée, calculé sur la base du temps ou de la production — et le « salaire minimal légal » — un salaire minimal fixé par la loi ou par d’autres dispositions juridiques contraignantes.
| Pays               | Montant    |
| ------------------ | ---------- |
| Albanie            | 213,45 €   |
| Allemagne          | 1 584,00 € |
| Andorre            |            |
| Autriche           |            |
| Belgique           | 1 593,81 € |
| Biélorussie        |            |
| Bosnie-Herzégovine |            |
| Bulgarie           | 311,89 €   |
| Chypre             |            |
| Croatie            | 546,07 €   |
| Danemark           |            |
| Espagne            | 1 050,00 € |
| Estonie            | 584,00 €   |
| Finlande           |            |
| France             | 1 339,42 € |
| Grèce              | 758,33 €   |
| Hongrie            | 487,10 €   |
| Irlande            | 1 656,20 € |
| Islande            |            |
| Italie             |            |
| Lettonie           | 430,00 €   |
| Liechtenstein      |            |
| Lituanie           | 607,00 €   |
| Luxembourg         | 2 201,93 € |
| Macédoine du Nord  |            |
| Malte              | 777,10 €   |
| Moldavie           |            |
| Monaco             |            |
| Monténégro         | 331,33 €   |
| Norvège            |            |
| Pays-Bas           | 1 635,60 € |
| Pologne            | 610,79 €   |
| Portugal           | 740,83 €   |
| Roumanie           | 466,23 €   |
| Royaume-Uni        | 1 598,69 € |
| Russie             |            |
| Saint-Marin        |            |
| Serbie             | 343,49 €   |
| Slovaquie          | 580,00 €   |
| Slovénie           | 940,58 €   |
| Suède              |            |
| Suisse             | 4 440 €    |
| Tchéquie           | 574,62 €   |
| Ukraine            |            |
| Vatican            |            |

## Dans le monde

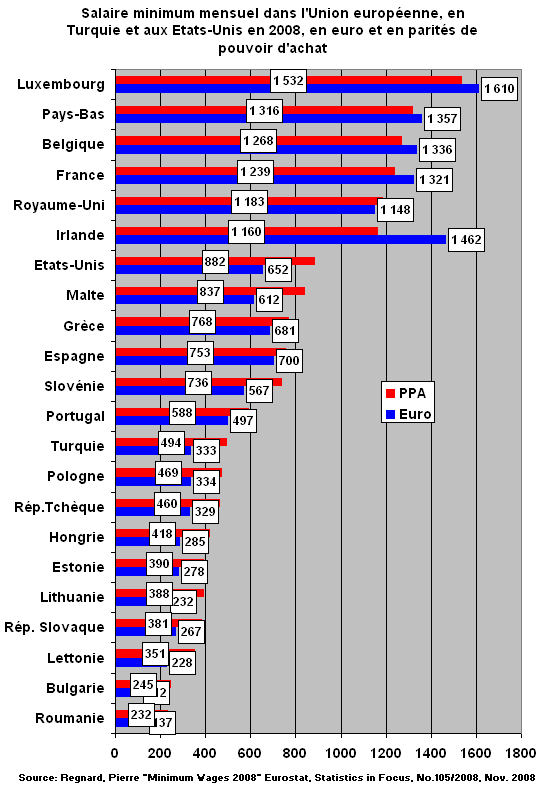
Salaire minimum mensuel en 2008

Dans les pays développés, les salaires minima (lorsqu'ils existent) peuvent être définis :
- soit en taux horaire (Allemagne, Canada, Corée du Sud, États-Unis, France, Hongrie, Irlande, République tchèque et Royaume-Uni)
- soit sur une base journalière (Japon et Mexique)
- soit au niveau hebdomadaire (Malte et Nouvelle-Zélande)
- soit au niveau mensuel (Belgique, Bulgarie, Croatie, Espagne, Lettonie, Luxembourg, Pays-Bas, Pologne, Portugal, Roumanie et Slovénie)
- soit sous forme d'un panachage entre les différentes possibilités.

En 2009, pour 24 pays membres de l'OCDE, le salaire minimal s'élevait, en moyenne et pour les salariés à plein temps, à un peu plus d'un tiers du salaire moyen, avec une tendance à augmenter lentement au cours du temps. Le ratio était le plus faible au Mexique (environ 20 %) et aux États-Unis (27,0 %) et le plus élevé en Nouvelle-Zélande (51,6 %) et en France (48,0 %). Le salaire minimum représentait un peu moins de la moitié du salaire médian qui, n'étant pas affecté par les très hauts salaires, est nettement plus faible que le salaire moyen. Le ratio était le plus bas au Mexique (environ 20 %) et aux États-Unis (37,1 %) et le plus élevé en Turquie (71,3 %) et en France (60,1 %).
Dans chaque pays, le ratio entre le salaire minimum et le salaire moyen – ou le salaire médian – varie quelque peu au cours du temps, tendant à baisser avec la hausse des salaires moyens et médians et à augmenter lors des revalorisations du salaire minimum. Ainsi, en 2000, le ratio entre salaire minimum et salaire moyen était le plus élevé en Irlande (58,5 %), en Australie (50,1 %), en Nouvelle-Zélande (45,2 %) et en France (45,1 %). De 2001 à 2005, l'Australie conservait le ratio le plus élevé, suivie de la France et de la Nouvelle-Zélande, laquelle prenait la tête de 2006 à 2009, suivie de la France, En 2000, le ratio entre salaire minimal et salaire médian était également le plus élevé en Irlande (67,5 %), suivie de l'Australie (58,2 %) et de la France (56,1 %). De 2004 à 2009, on trouve le ratio le plus élevé en Turquie, suivie de la France
| Pays               | Montant                   | Part des salariés percevant moins de 105 % du SMIC en 2010 | Part du revenu moyen en 2014 |
| ------------------ | ------------------------- | ---------------------------------------------------------- | ---------------------------- |
| Luxembourg         | 1 923 €                   | 10,2 %                                                     | 50,3 %                       |
| Irlande(1)         | 1 546 €                   | 9,2 %                                                      | 44,6 %                       |
| Pays-Bas           | 1 525 €                   | < 5 %                                                      | 43,2 %                       |
| Royaume-Uni        | 1 512 €                   | < 5 %                                                      | 40,2 %                       |
| Belgique           | 1 502 €                   |                                                            | 44,0 %                       |
| France(2)          | 1 467 €                   | 9,2 %                                                      | 46,6 %                       |
| Allemagne(3)       | 1 440 €                   |                                                            |                              |
| États-Unis(3)(4)   | 1 154 €                   |                                                            |                              |
| Slovénie           | 791 €                     | 19,2 %                                                     | 52,9 %                       |
| Espagne            | 764 €                     | 0,2 %                                                      | 36,0 %                       |
| Malte              | 728 €                     | < 5 %                                                      | 46,9 %                       |
| Grèce              | 684 €                     | < 5 %                                                      |                              |
| Portugal           | 618 €                     | < 5 %                                                      | 44,1 %                       |
| Turquie            | 518 €                     | > 42 %                                                     | 62,1 %                       |
| Pologne            | 434 €                     | 9,9 %                                                      | 45,3 %                       |
| Croatie            | 408 €                     | 9,2 %                                                      | 38,8 %                       |
| Slovaquie          | 405 €                     | < 5 %                                                      | 35,4 %                       |
| Lettonie           | 370 €                     | 11,8 %                                                     | 44,1 %                       |
| République tchèque | 366 €                     | < 5 %                                                      | 32,8 %                       |
| Hongrie            | 351 €                     | < 5 %                                                      | 43,3 %                       |
| Lituanie           | 350 €                     | 13,7 %                                                     | 46,4 %                       |
| Maroc              | 240 €                     |                                                            |                              |
| Roumanie           | 232 €                     | < 5 %                                                      | 38,5 %                       |
| Bulgarie           | 215 €                     | < 5 %                                                      | 40,5 %                       |
| Algérie            | 170 €                     |                                                            |                              |
| Tunisie            | 112 € (40 h) 130 € (48 h) |                                                            |                              |

- (1) Taux horaire converti sur la base de 39 heures/semaine
- (2) Taux horaire converti sur la base de 35 heures/semaine
- (3) Taux horaire converti sur la base de 40 heures/semaine[14]
- (4) Varie selon les États

### Canada
Au Canada, le salaire minimal est sous la responsabilité des provinces et des territoires, conformément au partage des pouvoirs prévu par la constitution canadienne. Au Québec, la Loi du Salaire raisonnable est entrée en vigueur le 28 septembre 1937.
Les différents minimums s'échelonnent (pour le cas général, sachant qu'il peut exister des niveaux plus bas pour certaines catégories de personnel) de 11,05 $ CAN/heure, (Nouveau-Brunswick) à 15,00 $ CAN/heure (Territoires du Nord-Ouest).

#### Démographie
Selon une étude, en 2019, au Québec, 62 % des personnes rémunérées au salaire minimum travaillent à temps partiel, et 61 % sont âgées de 15 à 24 ans.

### États-Unis
Aux États-Unis, quinze États promulguèrent des lois sur le salaire minimum pour les femmes et les jeunes entre 1912 et 1922. Les employeurs à bas salaires s’y opposaient en y voyant une cause d’augmentation des coûts, alors que les employeurs à salaires plus élevés y étaient favorables, y voyant un moyen de contrer la « concurrence déloyale » des premiers. Entre 1923 et 1936, la Cour Suprême jugea que ces lois étaient non-constitutionnelles, violant le « droit de libre contrat ». Ce n’est qu’en 1937 que la Cour changea de position.
En 1938, le Fair Labor Standards Act établit un salaire minimal applicable au niveau fédéral aux employés travaillant pour une entreprise engagée dans le commerce ou produisant des biens destinés au commerce, sauf exceptions. Ce salaire minimal au niveau fédéral coexiste avec les salaires minima que chaque État, et même chaque subdivision administrative (comté, ville), peut fixer, éventuellement pour certains secteurs économiques (par exemple : spécifiquement pour les contractants publics). C'est toujours le plus élevé des différents salaires minimaux existants qui s'applique (donc au moins le niveau fédéral partout aux États-Unis).
D'après Lane Kenworthy (en), les États-Unis avaient dans les années 1960, le salaire minimum le plus élevé du monde,. En 1968-1970, il atteint au niveau fédéral l'équivalent de plus de 10 dollars de 2019 par heure de travail. Thomas Piketty relève que « depuis 1980, l'irrégularité des revalorisations a conduit à un grignotage graduel du niveau réel du salaire minimum fédéral, qui n'est plus que de 7,20 dollars en 2019, soit un pouvoir d'achat 30 % plus faible qu'un demi-siècle auparavant, ce qui n'est pas banal pour un pays en paix et en expansion économique ». Il considère que « ce retournement témoigne de l'ampleur des bouleversements politico-idéologiques qui ont marqué les États-Unis depuis les années 1970-1980 », et souligne que « de nombreux travaux ont montré que cette chute du salaire minimum aux États-Unis avait fortement contribué au décrochage des bas salaires depuis les années 1980, dans un contexte général d'affaiblissement du pouvoir de négociation des salariés ».
Dans ce contexte, plusieurs États relèvent leur propre salaire minimum à un niveau sensiblement plus élevé ; Thomas Piketty indique que cela n'a pas nui au niveau d'emploi. En Californie, il est de 11 dollars par heure en 2019 et doit passer graduellement à 15 dollars d'ici à 2023. Santa Fe, au Nouveau-Mexique, a un salaire minimal en 2009 de 9,92 $ de l'heure et San Francisco, en Californie de 9,79 $. Il est de 8 $ de l'heure dans le Massachusetts, de 9,32 $ dans l'État de Washington, et même de 15 $ dans la capitale de ce dernier, Seattle. Dans la ville de New York, il est de 11,50 $ pour les salariés dont l'entreprise prend en charge une mutuelle, et de 13,13 $ pour les autres. Le nombre de personnes payées au salaire minimum (essentiellement des femmes) est en baisse ; entre 1997 et 2004, il a chuté de 2,8 millions aux États-Unis pour ne représenter que 1,4 % de la population salariée aujourd'hui.
À Los Angeles, le salaire minimum passera de 9 $ à 15 $ entre le 1er juillet 2016 et le 1er janvier 2021 à la suite d'une disposition votée par la municipalité le 19 mai 2015.

### Asie

#### Chine
Il n'existe pas de norme uniforme de salaire minimum en Chine, chaque province (région autonome/ ville) règle sa norme propre selon sa situation économique. Il a augmenté de près de 30 % en 2011 après plusieurs mouvements de grèves.

#### Corée du Sud
En Corée du Sud, le ministère de l'Emploi et du Travail a défini le salaire minimum de 2017 à 6 470 wons (environ 4,53 euros) de l'heure sauf la plupart des gratifications et des allocation. Il l'a fixé à 7 530 wons (environ 5,27 euros) pour 2018.

#### Japon
Au Japon, le salaire minimal est défini par les préfectures : en 2009, il y avait quarante-sept salaires minimaux différents, d'une valeur moyenne de 713 yens de l'heure (environ 5,50 euros). Cependant, le parti démocrate du Japon désormais au pouvoir souhaite créer un salaire minimal national de 800 yens. En 2015 le salaire minimum moyen est de 798 yens/h.

### Maroc
Le SMIG au Maroc serait le plus élevé d'Afrique, indique un récent rapport de l'organisation internationale du travail sur les salaires en 2010-2011. Avec 2 110 dirhams par mois, soit 10,64 dirhams par heure, le SMIG marocain arrive en première position au niveau des pays africains, suivi de l'Afrique du Sud. À l'occasion de la fête du travail 2014, le gouvernement a annoncé que le SMIG allait augmenter de 10 %, soit 250 euros pour le secteur privé, et 300 euros dans la fonction publique. Cette hausse du SMIG a été décidée pour pallier la hausse des prix de la consommation.

#### Définition officielle
Le salaire minimum interprofessionnel garanti (SMIG) désigne à l'heure actuelle le salaire horaire minimal en vigueur au Maroc. Comme l'indique son nom, le SMIG s'applique à tous les corps professionnels à l'exception notable des agriculteurs, soumis à un régime spécifique, le SMAG pour salaire minimum agricole garanti.
Le SMIG est fixé par décret par le gouvernement. Une telle opération s'effectue généralement à la suite d'intenses tractations tripartites entre l'État, les organisations syndicales et le patronat.

#### Historique des augmentations
Le SMIG était en 2008 fixé à 9,66 dirhams/heure, soit environ 1 800 dirhams/mois (brut).
En 2009, après de nombreuses négociations entre le gouvernement marocain et différents syndicats le SMIG s'est élevé à 10,64 dirhams/heure, soit 2 110 dirhams/mois.
Le 26 mai 2011, le gouvernement marocain a décidé d'augmenter de 15 % le SMIG répartie en deux tranches pour les secteurs de l'industrie, du commerce, des services et de l'agriculture, entrera en vigueur à partir du 1er juillet 2011 à raison de 10 % et à partir du 1er juillet 2012 (5 %), a indiqué le ministre marocain de la Communication, porte parole du gouvernement marocain, Khalid Naciri, à l'issue d'une réunion du conseil du gouvernement marocain.
Ainsi, le SMIG dans les secteurs de l'industrie, du commerce et des services s'établira à 11,70 dirhams de l'heure à partir du 1er juillet 2011, puis à 12,24 DH/heure à partir du 1er juillet 2012.
S'agissant du secteur agricole et forestier, le salaire journalier minimum se situera à 60,63 dirhams à compter du 1er juillet 2011 et sera de 63,39 DH à partir du 1er juillet 2012.
En 2014, la veille du 1er mai, le gouvernement d'Abdelilah Benkirane a décidé d'augmenter le SMIG de 10 % en deux fois, 5 % en juillet 2014 et 5 % en juillet 2015.
Le temps de travail officiel au Maroc en 2015 est de 44 heures par semaine.
| Date             | SMIG horaire brut     | SMIG annuel brut    | Source |
| ---------------- | --------------------- | ------------------- | ------ |
| 2008             | 9,66 DH/h             | 22 102 DH           |        |
| 2009             | 10.64 DH/h            | 24 344 DH           |        |
| 1er juillet 2011 | 11,70 DH/h            | 26 769 DH           | [ 34 ] |
| 1er juillet 2012 | 12,24 DH/h            | 28 005 DH           | [ 34 ] |
| 1er juillet 2014 | 12,85 DH/h            | 29 400 DH           | [ 36 ] |
| 1er juillet 2015 | 13,46 DH/h (1,38 $/h) | 30 796 DH (3 160 $) | [ 36 ] |

En l'espace de 7 ans, de 2008 à 2015, le SMIG marocain est passé de 9,66 DH/h à 13,46 DH/h soit de 22 102 DH/an à 30 796 DH/an, une augmentation de 39 % par rapport à 2008.

### Suisse
En Suisse, il n'existe pas de salaire minimal généralisé. On connaît uniquement des salaires minimaux dans certaines branches. Ceux-ci sont fixés soit dans le cadre de négociations entre les partenaires sociaux, aboutissant à des conventions collectives de travail – c'est le cas dans le secteur de la construction et de l'hôtellerie – ou par l'autorité cantonale ou fédérale concernée, par le biais de contrats-types de travail – c'est le cas pour les employés de maison.
Le 18 mai 2014, le peuple s'est prononcé sur l'introduction d'un salaire minimum de 4 000 francs mensuels, au niveau fédéral et identique dans tous les secteurs d'activité. Cette initiative, intitulée « Pour la protection de salaires équitables », a été refusée par 74 % des votants.
En décembre 2022, une motion intitulée « Protéger le partenariat social contre des ingérences discutables » interdit d'opposer les salaires minima fixés au niveau cantonal lorsqu'il existe des conventions collectives étendues statuant sur le montant de ce salaire minimum.

#### Cantons
Le canton de Neuchâtel, à la suite d'une initiative populaire acceptée en 2011, a adopté en 2014 un salaire minimal de 20 francs par heure qui devait entrer en vigueur en 2015. La loi a été suspendue par le Tribunal fédéral jusqu'au rejet des oppositions. Elle est en vigueur depuis 2017.
Le canton du Jura a été le deuxième canton suisse à introduire un salaire minimum. À la suite de l'acceptation d'une initiative populaire, un salaire minimum cantonal de 20 francs de l’heure est introduit en novembre 2017.
Le canton du Tessin a aussi approuvé une initiative populaire cantonale en ce sens. Dès le 1er janvier 2021, il y aura un salaire minimum de 19 francs l'heure, s’adaptant à la hausse année après année.
Le canton de Genève, les électeurs ont été appelés à voter à nouveau sur cette question. En septembre 2020, l'initiative des syndicats pour un salaire minimum de 23 francs de l'heure a été acceptée.
Le canton de Bâle-Ville est le premier canton alémanique à accepter un salaire minimum. En réponse à une initiative le proposant à 23 francs, le contre-projet fixé à 21 francs de l'heure (avec des exceptions) est approuvé par 54 % des votants en 2021.

### Union européenne
21 des 28 pays de l'Union européenne possèdent un salaire minimal légal (c'est-à-dire imposé par la loi). Les sept pays qui n'ont pas fixé de salaire minimal sont le Danemark, l'Allemagne (jusqu'à 2014), l'Italie, Chypre, l'Autriche, la Finlande et la Suède. Le gouvernement allemand a décidé au printemps 2014 d'introduire un salaire minimum de 8,50 € bruts de l'heure à partir du 1er janvier 2015, mais une période de transition est prévue pour les secteurs qui seront encore sous le coup d'un accord de branche. Au plus tard en 2017, il concernera tout le monde, sauf les moins de 18 ans, les stagiaires et les chômeurs de longue durée, exemptés pendant les six mois suivant leur embauche.
Le pouvoir d'achat du salaire minimal est le plus élevé au Luxembourg, suivi des Pays-Bas, de la Belgique et de la France.

#### France
En France, La Charte du travail, promulguée le 4 octobre 1941 par le régime de Vichy, proclame la naissance d'un salaire minimum vital fixé par l'État, une ancienne revendication syndicale qui ne sera jamais mise en œuvre mais « ouvrira la voie » au premier salaire minimum, le SMIG, créé en 1950 par une loi votée par le Parlement. Très faible au départ, ce salaire minimum est indexé sur l'inflation mais pas sur la croissance économique. Il ne s'appliquait pas au secteur agricole, et avait un niveau différent selon les régions françaises.
Selon l'Institut supérieur du travail, dans son histoire du SMIC, c'est la Charte du travail promulguée le 4 octobre 1941 qui a ouvert la voie. Il y est parlé d'un « salaire minimum vital » et cette notion a nécessairement un caractère universel : le minimum vital est le même, pour tout le monde, quelle que soit la profession. Reste que le coût de la vie n'est pas partout le même, ce qui était beaucoup plus sensible alors qu'aujourd'hui. On avait donc divisé le pays en une vingtaine de « zones de salaire », avec chacune un taux différent du salaire minimum, mais tous les salaires minima procédaient dégressivement de celui de la zone 0 (Paris) selon un pourcentage fixé : zone -2,5 %, zone -4 %, etc. ce qui permettait de maintenir l'unité tout en respectant la diversité. Ce système des zones ne devait disparaître qu'en mai 1968 lors des Accords de Grenelle : il n'y avait alors plus que deux zones. Les Accords de Varennes du 31 mai 1968 supprimèrent aussi le salaire minimum agricole garanti qui, jusque-là, était notablement inférieur au SMIG.
En 1968, il est remplacé par le salaire minimum interprofessionnel de croissance (SMIC). Entre les années 1960 et 2019, il passe d'à peine 3 euros par heure à 10 euros, soit une progression du même ordre que celle de la productivité moyenne du travail. La progression plus modérée du salaire minimal par rapport au revenu médian au cours des dernières années[Quand ?] ainsi que la création d'un groupe d'experts indépendants chargé de déterminer les évolutions souhaitables du SMIC participent de la volonté de faire baisser la proportion des travailleurs payés au SMIC afin d'atténuer l'effet trappe à bas salaire (pénalisation du coût du travail des moins qualifiés)[réf. nécessaire].
Le salaire minimal (SMIC) est revalorisé tous les ans au 1er janvier. Le 1er janvier 2012, il passe de 9,00 à 9,22 euros bruts de l'heure pour atteindre 1 398,37 euros bruts par mois, pour un temps de travail de 35 heures par semaine (environ 1 099 euros nets par mois). Le 1er juillet 2012, il est revalorisé à 9,40 euros, le 1er janvier 2013 à 9,43 euros, le 1er janvier 2014, à 9,53 euros et le 1er janvier 2015 à 9,61 euros.

#### Irlande
En Irlande, le salaire minimal a été introduit en 2000. Depuis le 1er juillet 2007, il est de 8,65 euros de l'heure.

#### Royaume-Uni
Au Royaume-Uni, bien qu'ayant été créé en 1999, le salaire minimal a crû très rapidement pour atteindre en 2004 un niveau élevé, parmi les plus hauts au monde. Ce niveau est relativisé par un niveau également très élevé du salaire moyen et du coût de la vie au Royaume-Uni. Par ailleurs, l'existence de décotes de 15 % pour les jeunes de 18 à 22 ans, et de 40 % pour les mineurs de plus de 16 ans, limitent les effets d'un salaire minimum élevé.

## Analyses économiques
Le salaire minimal, alias « salaire minimum », est un élément important du marché du travail car il empêche de fixer les salaires en dessous d'un certain seuil. À ce titre, il a un impact sur le niveau de l'emploi, le niveau de vie, de formation des salariés et le niveau de l'inflation.

### Effets sur l'emploi

#### Analyses théoriques

##### Analyse néoclassique
Le modèle néoclassique prédit des effets négatifs du salaire minimum sur l'emploi et le chômage.
D'une part, si le salaire minimum est supérieur au salaire d'équilibre, ceci réduit la demande de travail des entreprises. Il s'ensuit une baisse de l'emploi. Toutefois, du fait de l'effet de substitution, l'offre de travail augmente dans le même temps, ce qui, combiné à l'effet de la baisse de la demande de travail, génère du chômage. L'arbitrage des employeurs entre la productivité marginale et le coût marginal du travail implique également que l'existence d'un salaire minimal empêche les entreprises d'embaucher des salariés dont la productivité ne permet pas de couvrir les cotisations sociales et le salaire minimal. Autrement dit, le salaire minimum est supérieur à la productivité du salarié (iniquité).

D'autre part, l'existence d'un salaire minimal empêche les ajustements à la baisse des salaires qui permettent aux marchés de l'emploi de s'ajuster par les prix en cas de choc exogène. Lorsque ces ajustements ne sont pas suffisamment possibles, on voit apparaître dans une économie, un chômage structurel ou chômage classique. D'autres freins que le salaire minimal existent pour empêcher ces ajustements, comme la présence de syndicats forts défendant des conventions collectives, l'existence de lois sociales protégeant les salariés, et l'existence d'aides sociales monétaires (allocation chômage, revenu d'inactivité…).
Dans la théorie des insiders-outsiders (inclus-exclus), le salaire minimal est un moyen pour les salariés de se protéger de la concurrence des chômeurs, en interdisant le « partage du gâteau » de la masse salariale en parts plus nombreuses mais plus petites. L'existence d'un salaire minimum pénaliserait ainsi la partie de la population la moins bien formée, exclue du marché du travail par l'interdiction d'une faible rémunération du travail faiblement qualifié.
On peut remarquer que l'ensemble des néoclassiques ne récusent pas en bloc l'existence d'un salaire minimal mais plutôt son niveau trop élevé qui induit le mécanisme présenté précédemment.
En effet, un salaire minimal suffisamment bas pour que la quasi-totalité des salariés soient payés plus n'a que peu d'incidence sur l'économie générale et ne peut pas lui nuire.

##### Analyse libérale
Les libéraux estiment que le salaire minimal introduit des perturbations sur le marché du travail, et qu'il existe d'autres moyens plus efficaces d'assurer la redistribution des revenus dans l'économie. Le salaire minimum serait la principale cause du chômage dans les économies comme la France. Ainsi, le Prix Nobel d'économie Gary Becker a-t-il écrit qu'« augmenter le salaire minimum, c'est augmenter le chômage ». Il ajoute que les travailleurs peu qualifiés seront les premières victimes de ces hausses du salaire minimum : « un salaire minimum plus élevé réduira encore les occasions d'emploi des travailleurs peu qualifiés ».
Certains libéraux comme Milton Friedman prônent le remplacement du minimum salarial par un système d'impôt négatif, cause de moins de distorsions, plus juste. Il ne le conçoit cependant que couplé à un impôt à taux unique, comme il le développe dans Capitalisme et liberté.

##### Marxisme économique
Selon la théorie marxienne (le salaire minimal n'existait pas à l'époque de Marx), l'existence d'un salaire minimal est analysé comme l'un des instruments étatiques ayant pour objectif d'émousser les revendications ouvrières et salariales.
En effet, en limitant l'exploitation, l'existence d'un salaire minimal rend moins évidente la nécessité de la révolution, en accordant des avantages immédiats aux exploités dans le cadre du capitalisme et de la démocratie bourgeoise.
En créant du chômage, un « salaire minimum » élevé tend à diviser le prolétariat entre ceux qui en bénéficient et ceux qui ne peuvent en bénéficier (les chômeurs). Cette division tend à rompre l'unité d'intérêt immédiat du prolétariat et freine les tentatives d'unification de celui-ci.
Au même titre que les lois sociales, le salaire minimal aurait pour objectif de tenter de résoudre par la voix démocratique les contradictions du capitalisme en repoussant à un avenir toujours plus lointain, la révolution.
Dans cette optique, le salaire minimal apparaît aux analystes marxistes comme une tentative de compromis avec la classe des exploitées pour tenter d'éviter que celle-ci réclame son dû.

##### Vision néo-keynésienne
Pour les néo-keynésiens, l'analyse peut se résumer ainsi :
- En période de plein-emploi, le salaire minimal est peut-être inutile, mais il n'est pas nuisible car il ne s'applique pas[Interprétation personnelle ?].
- En période de chômage élevé, le salaire minimal assure un revenu stable, oblige les employeurs à rechercher d'autres ajustements que les revenus (formation, investissements…), mais au prix d'un surplus de chômage[Interprétation personnelle ?].
- Le salaire minimal apparaît comme une sécurité pour les salariés les plus faibles (même si des mécanismes de protections autres qu'imposés par la loi peuvent être inventés), c'est un pilotage de politique économique et permet aux partis politiques de fidéliser ou de mobiliser un électorat[Interprétation personnelle ?].

##### Vision post-keynésienne
Pour les théoriciens de la croissance endogène, dont les post-keynésiens sont proches (il existe des théoriciens de la croissance endogène dans beaucoup de courants de la pensée économique, courants parfois opposés), l'existence d'un salaire minimum a un effet positif à long terme sur le niveau de l'emploi en incitant les salariés à investir dans leur emploi, les entreprises à favoriser les gains de productivité, et l'État à former sa population. Les efforts conjoints des entreprises, des salariés et de l'État favorisent la croissance à long terme et donc le niveau de l'emploi.
Les post-keynésiens récusent l'analyse néoclassique du marché du travail qui ne voit dans le salaire qu'un coût pour les entreprises[Interprétation personnelle ?].
Ainsi, les salaires représenteraient également pour les entreprises des débouchés (l'entreprise pouvant produire uniquement si quelqu'un peut consommer la production, ce qui nécessite que la population ait un certain pouvoir d'achat)[Interprétation personnelle ?].
Pour les post-keynésiens, le salaire est un élément de motivation des salariés : plus les salaires sont élevés, plus le salarié est productif et s'investit dans son travail (on trouve également cette analyse chez les néokeynésiens, c'est la théorie du salaire d'efficience). Pour les entreprises, l'existence d'un salaire minimal permet donc de limiter l'absentéisme, la rotation des salariés et favorise la paix sociale. Les augmentations du minimum salarial soutiennent la consommation et donc les débouchés pour les entreprises (cet effet se réduisant du fait de la part croissante des importations dans la consommation nationale)[Interprétation personnelle ?].

#### Études empiriques
Jusqu'au début des années 1990, il existait un fort consensus sur l'idée que le salaire minimal, alias « salaire minimum », avait un effet négatif sur le niveau d'emploi.

##### Études réfutant les effets négatifs du salaire minimum
En 1994, les économistes David Card et Alan Krueger publient une étude mettant un évidence un lien positif quoique non significatif entre le niveau du salaire minimum et celui de l'emploi. En avril 1992, le salaire minimal dans le New Jersey est passé de 4,25 $ à 5,05 $ par heure (soit une augmentation de 18,8 %)
alors qu'il est resté constant à 4,25 $ dans l'état voisin de Pennsylvanie. Card et Krueger ont collecté des informations auprès des employeurs sur le niveau d'emploi dans la restauration rapide dans les deux états avant la réforme d'avril 1992 et à la fin de l'année 1992. La théorie économique standard aurait prédit une baisse du niveau d'emploi dans le New Jersey comparé au niveau d'emploi de la Pennsylvanie. Card et Krueger montrent que l'augmentation du salaire minimum n'a pas conduit à une réduction relative de l'emploi dans le New Jersey – voire une hausse, mais qui n'était pas statistiquement significative – lorsqu'il était comparé au niveau d'emploi de Pennsulvanie. Ils mettent ainsi en évidence un lien positif – mais compris dans la marge d'erreur statistique – entre le salaire minimal et le niveau d'emploi.
Ces travaux économétriques ont été poursuivis notamment par l'économiste américain Arindrajit Dube qui a publié ses résultats dans les revues d'économie les plus exigeantes ("The effect of minimum wages on low-wage jobs", QJE 2019; "Minimum wages and the distribution of family incomes", AEJ:Applied, 2019) et dans un rapport commandé par le gouvernement britannique ("Impacts of minimum wages: review of the international evidence", 2019).
La Commission économique pour l'Amérique latine et les Caraïbes (Cepal) souligne en 2014 qu'une hausse du salaire minimum en Argentine, au Brésil, au Chili et en Uruguay se traduisait par un recul de l'inégalité, dans un contexte de croissance de l'emploi.

##### Études prouvant les effets négatifs du salaire minimum
Dans une étude de 2013, Jonathan Meer et Jeremy West de la Texas A&M University ont trouvé comme Card et Krueger que les états qui ont augmenté leur salaire minimum n'ont pas connu de réduction de l'emploi à court terme. Toutefois, ils ont trouvé un effet fortement négatif sur la création d'emploi. Selon leur étude, une hausse de 10 % du salaire minimum conduit à une réduction de 0,5 points de pourcentage.
Dans une étude publiée dans le NBER en 2014, les professeurs de l'University of California-San Diego, Jeffrey Clemens and Michael Wither ont trouvé que les augmentations du salaire minimum sont responsables de 14 % de la réduction dans le pourcentage de la population active sur la période 2006-2012. Les augmentations du salaire minimum ont réduit de manière significative la probabilité des travailleurs peu qualifiés de rejoindre la classe moyenne. Clemens et Wither ont observé les changements dans le salaire minimum dans les états qui avaient différents salaires minimums. Certains États avaient augmenté leur salaire minimum au-dessus de la moyenne fédérale. Les auteurs ont divisé les états entre d'une part ceux où le salaire minimum fédéral était obligatoire et ceux où il ne l'était pas. Ils utilisèrent un ensemble de données fournies par la Survey of Income and Program Participation de 2008. Ils ont trouvé qu'une partie des travailleurs peu qualifiés employés à l'ancien salaire minimum étaient employés au nouveau salaire minimum. Mais ils ont aussi trouvé qu'une augmentation du salaire minimum avait un effet considérable sur la réduction de l'emploi. Après la deuxième année depuis que le salaire minimum étaient de 7,25 $, les auteurs ont estimé que l'emploi des travailleurs les moins qualifiés avait été réduit de 6 points de pourcentage, ou de 8 points de pourcentage dans les états où le salaire fédérale était obligatoire comparé à ceux qui avait un salaire minimum déjà supérieur. Ils se sont ensuite penché sur les travailleurs jeunes et ceux qui travaillaient dans les chaines de restauration. Ils ont constaté que l'emploi s'était réduit de 4 points de pourcentage.
Une autre étude américaine publiée par le NBER menée par Grace Lordan de la London School of Economics et par David Neumark de l'University of California a mis en évidence les effets négatifs d'une hausse du salaire minimum sur les emplois pouvant être automatisés. Les emplois automatisables concernent bien souvent des emplois peu qualifiés. Contrairement aux études traditionnelles, cette étude s'est intéressée non pas à la situation des jeunes ou des employés dans la restauration, mais à la situation des employés peu qualifiés dont le travail est automatisable, trop souvent oubliés par la littérature sur le sujet. Leurs résultats se fondent sur les données du Current Population Survey (en) sur la période 1980-2015. Globalement, ils trouvent que l'augmentation du salaire minimum réduit de manière significative le taux d'emploi parmi les travailleurs peu qualifiés : leurs estimations suggèrent qu'une hausse de 1 $ (fondé sur la valeur du dollar en 2015) aboutit à une réduction du taux d'emplois peu qualifiés automatisables de 0,43 points de pourcentage. Toutefois, cette moyenne masque des effets particulièrement hétérogènes selon les industries et le groupe démographique. Ainsi, la même hausse de 1 $ réduit le taux d'emplois peu qualifiés automatisables de 0,99 points de pourcentage dans le secteur de production. Et au sein du même secteur, l'effet est encore plus intense pour les travailleurs âgés, les femmes et les noirs.
En France, l'étude de Guy Laroque et Bernard Salanié estime qu'« une augmentation de 10 % du SMIC détruirait environ 290 000 emplois [..] à long terme », mais les auteurs reconnaissent que « cette estimation est nettement plus élevée que celles qu’on peut trouver habituellement dans la littérature économique ».

### Meta-analyses des effets sur l'emploi
Trois méta-analyses récentes concluent à l'absence d'effet du salaire minimum sur l'emploi. La première porte sur les États-Unis, la deuxième et la troisième sur le Royaume-Uni.
En 2009, Hristos Doucouliagos et T. D. Stanley notent qu'il « n'y a aucun preuve d'un véritable effet négatif du salaire minimum sur l'emploi » aux États-Unis dans les 1 474 estimations qu'ils ont examinées. Ils notent toutefois un fort biais de publication. Les études reportant un fort effet négatif du salaire minimum ont une plus grande probabilité d'être publiés.
5 ans plus tard, Linde Leonard et al  examinent 16 études britanniques portant sur l'effet sur emploi du salaire minimum. À nouveau, ils ne trouvent aucun effet significatif du salaire minimum sur l'emploi. En revanche, il ne détectent aucun biais de publication dans l'échantillon d'études examinées.
Une méta-analyse de 2018 de l'Institut Rand portant également sur le Royaume-Uni  présente des résultats similaires, tant au regard de l'effet sur l'emploi que de l'absence de biais de publication concernant les études sur le Royaume-Uni. Toutefois, certains facteurs influent sur l'effet estimé du salaire minimum. Le plus significatif est l'usage d'une mesure relative du salaire minimum, comme lorsqu'il est exprimé en pourcentage du revenu médian. D'autre part, s'il n'y a pas d'effet global du salaire minimum sur l'emploi, les salariés à temps partiel pourraient avoir leur niveau d'emploi réduit à cause du salaire minimum anglais. En outre, le salaire minimum anglais semble avoir amplifié la baisse du niveau d'emploi des jeunes due à la récession de 2009.

### Effet sur la formation continue
La théorie du capital humain de Gary Becker prédit que le salaire minimal devrait augmenter le coût d'opportunité de la formation continue et donc diminuer le niveau de formation. En même temps, le salaire minimal augmente les incitations pour une entreprise à former ses salariés peu qualifiés. L'analyse empirique de Daron Acemoglu et Jörn-Steffen Pischke montre qu'il est peu vraisemblable que le salaire minimal diminue le niveau de formation continue.

### Effet sur l'inflation
Le salaire est un élément important d'une part, des revenus des consommateurs; et d'autre part des coûts de production des entreprises. À ce titre, le salaire minimal a un impact sur l'inflation; lorsqu'il augmente en favorisant une inflation par les coûts (si les gains de productivité des salariés rémunérés au salaire minimum sont inférieurs à la dite augmentation) ou en favorisant une inflation par la demande (si les capacités de productions sont insuffisamment élastiques par rapport à l'accroissement de la demande générée par la hausse du salaire minimum)[réf. nécessaire].

### Concurrence internationale
La généralisation des salaires minimaux à travers les pays développés s'est faite après la Seconde Guerre mondiale en même temps que le développement des échanges internationaux. La mondialisation accrue des échanges de biens à cette époque, a permis le décollage économique des pays d'Asie, à commencer par celui du Japon, entraînant dans son sillage de nombreux autres (Corée du Sud, Chine…). Ce décollage économique a accru la concurrence internationale dans les secteurs fortement dépendants de la main d'œuvre, comme le textile ou l'électronique (secteurs où de nombreux emplois ont été détruits en Europe et aux États-Unis). C'est un paradoxe car la mondialisation soutenue par le monde occidental lui révèle à quel point les systèmes de protection sociale qu'il a élaboré ne sont viables qu'en économie fermée et à remettre en question dans une économie ouverte mondialisée. Ce point est tout de même à nuancer dans la mesure où les grandes économies telles que les États-Unis ou l'Union Européenne sont, globalement, assez peu ouvertes sur le monde (taux d'ouverture compris entre 10 et 15 %) : logiquement, plus un pays est grand, moins il est ouvert, car les échanges se font avant tout à l'intérieur même du pays (seule la Chine déroge à ce principe)[Interprétation personnelle ?].
Lorsque l'on compare les salaires minimaux à travers le monde, on est frappé par leur étonnante hétérogénéité. Mais cette forte dispersion (du moins au sein des pays développés) est beaucoup plus faible lorsque l'on tient compte des parités de pouvoir d'achat entre les devises dans lesquels lesdits salaires minimaux sont exprimés[réf. souhaitée].
Il existe déjà un « salaire minimal mondial » mais pour une seule profession, celle de marin. Ce salaire, qui est exigible dans 48 pays à travers le monde, est géré par l'Organisation internationale du travail (OIT) et se décline en fonction des monnaies nationales en tenant compte de leur pouvoir d'achat local[réf. souhaitée].

### Situation dans l’illégalité
Lorsque le travailleur est dans l'illégalité (cas des immigrés clandestins), il ne peut pas travailler légalement ; il lui est difficile de refuser une rémunération inférieure au salaire minimal, en supposant même qu'il connaisse cette réglementation. En outre, il peut trouver cette rémunération très avantageuse selon les normes de son pays d'origine.
Certains secteurs économiques, notamment ceux à forte proportion de main-d'œuvre faiblement qualifiée (construction…), sont plus particulièrement sujets au travail illégal faiblement rémunéré.